# 1799 au Nouveau-Brunswick
Chronologie du Nouveau-Brunswick
- 1795
- 1796
- 1797
- 1798
- 1799
- 1800
- 1801
- 1802
- 1803

Cette page concerne des événements survenus en 1799 dans la colonie du Nouveau-Brunswick.

## Événements
- Fondation du village Belledune par François Guitard.

## Naissances
- John Robertson, maire et sénateur.